# Finslands kommun
Finslands kommun (norska: Finsland kommune) var en kommun i Vest-Agder fylke i södra Norge. Kommunen omfattade ett område i den nordvästra delen av nuvarande Kristiansands kommun samt mindre områden i den nordöstra delen av nuvarande Lindesnes kommun. Byn Finsland utgjorde kommunens centralort.

## Administrativ historik
Finslands kommun upprättades den 1 januari 1838 (som Finsland formannskapsdistrikt) när Formannskapslovene från 1837 trädde i kraft. 
Den 1 januari 1964 upplöstes kommunen och delades. Huvuddelen (med 797 invånare) fördes, tillsammans med Greipstads kommun och en del av Øvrebø kommun, till den då nybildade Songdalens kommun (sedan den 1 januari 2020 en del av Kristiansands kommun) medan området vid Klevelands bro (med 34 invånare) fördes, tillsammans med Laudals kommun och delar av kommunerna Bjelland och Øyslebø, till den då nybildade Marnardals kommun (sedan den 1 januari 2020 en del av Lindesnes kommun). Kommunen hade vid delningen totalt 831 invånare.